# Курганская областная филармония

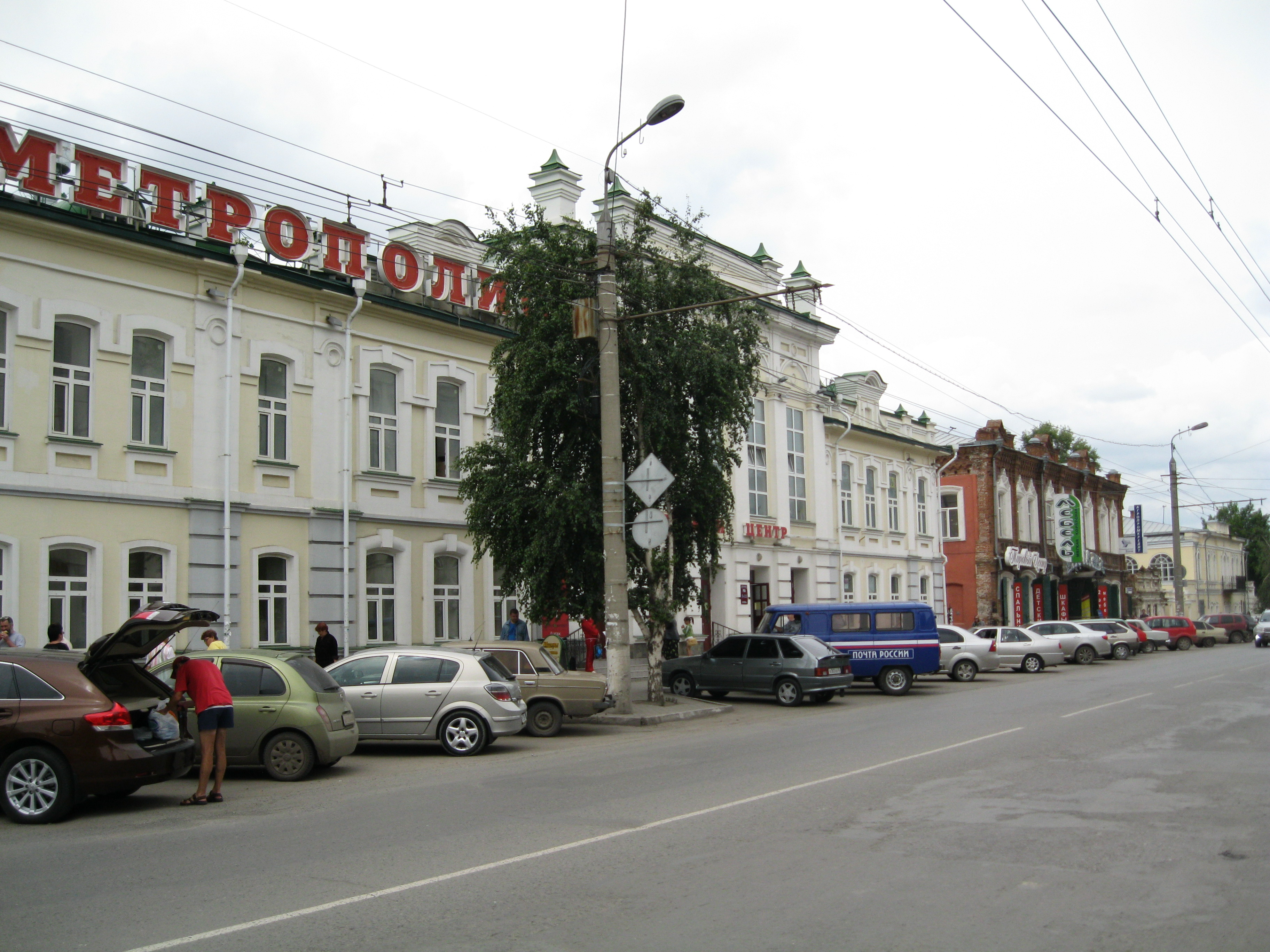
Улица Куйбышева, 55 (Первый концертный зал филармонии. Здание было снесено и отстроено заново. Сейчас там располагается торговый центр «Метрополис».)

Государственное автономное учреждение «Курганская областная филармония» — филармония в г. Кургане, Курганской области. Основана в 1943 году.

## История филармонии
Курганская областная филармония ровесница Курганской области, так как была основана в 1943 году. Первый концертный зал филармонии находился в здании бывшей Александровской женской гимназии на улице Куйбышева, 55 (ныне — магазин «Метрополис»). На сегодняшний день Курганская областная филармония — это единственное место в области которое занимается просветительской и концертной деятельностью. Нынешнее здание филармонии построено в 1984 году.
С 2001 года в филармонии при поддержке Министерства культуры Российской Федерации во главе с Мстиславом Ростроповичем, раз в два года проводится «Фестиваль им. Д. Д. Шостаковича в Кургане», на фестиваль приезжают:
- Государственный академический симфонический оркестр России
- Государственная академическая симфоническая капелла России
- Уральский государственный академический филармонический оркестр
- и многие другие.

В филармонии ставят постановки оперных спектаклей, таких как:
- «Севильский цирюльник» — итальянского композитора Россини.
- «Кармен» — французского композитора Бизе.
- «Алеко» — русского композитора Рахманинова.
- «Орфей» — австрийского композитора Глюка.
- И многие другие.

C апреля 2011 года в Курганской областной филармонии работает студия звукозаписи — единственная профессиональная студия в Курганской области.

## Директор
- 1967—1992 Шухман, Валентина Ароновна
- 1992—2012 Басунов, Владимир Андреевич
- С 2012 Антипин, Виктор Николаевич

## Адрес
- 640000, Россия, Курганская область, Курган, Троицкая площадь, 1 (ранее — улица Ленина, 2а)

телефон для справок/факс — 8 (3522) 46-23-90, 46-56-70, 42-62-16 (касса)